# Chior să fii, noroc să ai!
Chior să fii, noroc să ai! (în engleză Mr. Magoo) este un film de comedie din 1997, inspirat din desenele animate cu aceleași nume. Filmul a fost produs de Walt Disney Pictures și a fost distribuit inițial la cinematografe în 1997. Rolul titular este interpretat de Leslie Nielsen. El a fost produs de Ben Myron și a fost primul film de limbă engleză făcut de regizorul din Hong Kong, Stanley Tong. Producția cinematografică a fost filmată la Foz do Iguaçu (Brazilia) și Vancouver (Canada). Reacțiile critice și ale publicului au fost nefavorabile. 

## Rezumat
Quincy Magoo (Leslie Nielsen) este un milionar excentric cu o vedere foarte proastă care refuză să poarte ochelari și intră întotdeauna în încurcături. În cursul unui jaf la un muzeu organizat de Austin Cloquet (Malcolm McDowell), el intră din întâmplare în posesia unei pietre prețioase foarte valoroase numită Steaua Kurdistanului. Autorii furtului organizează un complot pentru a recupera piatra. Magoo este suspectat de furt de către agenții federali Stupak (Stephen Tobolowsky) de la FBI și Anders (Ernie Hudson) de la CIA. Pentru a pune mâna pe bijuterie, Cloquet o trimite pe Luanne LeSeur (Kelly Lynch), poreclită "Văduva Neagră". Bijuteria ajunge la neîndemânaticul hoț Bob Morgan (Nick Chinlund) care i-o duce lui Cloquet.
Cloquet organizează o licitație pentru a vinde piatra celor mai mari infractori internaționali. Deghizat într-un mare gangster sud-american pe nume Ortega "The Piranha" Peru, Magoo participă și el la licitație și reușește să fure piatra. Steaua Kurdistanului ajunge apoi la Luanne LeSeur care i-o duce în Brazilia adevăratului Ortega Peru (Miguel Ferrer), care vrea să i-o dea ca dar de nuntă viitoarei sale soții. Magoo se duce acolo și recuperează piatra, iar răufăcătorii sunt arestați cu toții. Piatra este înapoiată proprietarilor de drept, iar Magoo revine înapoi în benzile desenate, de unde ieșise la începutul filmului.

## Distribuție
- Leslie Nielsen - Quincy Magoo
- Kelly Lynch - Luanne LeSeur / Prunella Pagliachi
- Matt Keeslar - Waldo Magoo
- Nick Chinlund - Bob Morgan
- Stephen Tobolowsky - agentul FBI Chuck Stupak
- Ernie Hudson - agentul CIA Gustav Anders
- Jennifer Garner - Stacey Sampanahodrita
- Malcolm McDowell - Austin Cloquet
- Miguel Ferrer - Ortega "The Piranha" Peru
- Greg Burson - Quincy Magoo (forma animată)

## Recepție
Filmul a obținut recenzii majoritar negative, având un rating de aprobare de 4% pe situl Rotten Tomatoes. 
 Chior să fii, noroc să ai! a fost un eșec la box-office, aducând venituri de doar 21.4 milioane de dolari pe plan intern, nereușind să-și acopere bugetul de 30 milioane de dolari. 